# Amanayara jutinga
Amanayara jutinga är en insektsart som beskrevs av De Mello och Jacomini 1994. Amanayara jutinga ingår i släktet Amanayara och familjen syrsor. Inga underarter finns listade i Catalogue of Life.